# Норвіджен Тауншип (Пенсільванія)
Норвіджен Тауншип (англ. Norwegian Township) — селище (англ. township) в США, в окрузі Скайлкілл штату Пенсільванія. Населення — 2159 осіб (2020), 7 % з яких — українці. Містечко було заселено у 1780 році, а зареєстровано 1811 року

## Географія
За даними Бюро перепису населення США, селища має загальну площу 5,9 квадратних миль (15.4 км²), з яких, 5.8 квадратних миль (15.1 км 2) є землею та 0.1 квадратних миль (0.2 км 2) (1.52 %) покриті водою.

## Демографія

### Перепис 2010
Згідно з переписом 2010 року, у селищі мешкало 2310 осіб у 977 домогосподарствах у складі 690 родин. Було 1017 помешкань
Расовий склад населення:
| - 98,2 % — білих - 0,5 % — азіатів - 0,3 % — чорних або афроамериканців |

До двох чи більше рас належало 0,7 %. Частка іспаномовних становила 0,7 % від усіх жителів.
За віковим діапазоном населення розподілялося таким чином: 20,1 % — особи молодші 18 років, 58,8 % — особи у віці 18—64 років, 21,1 % — особи у віці 65 років та старші. Медіана віку мешканця становила 48,1 року. На 100 осіб жіночої статі у селищі припадало 93,5 чоловіків; на 100 жінок у віці від 18 років та старших — 94,5 чоловіків також старших 18 років.
Середній дохід на одне домашнє господарство становив 72 558 доларів США (медіана — 56 477), а середній дохід на одну сім'ю — 89 339 доларів (медіана — 76 591). Медіана доходів становила 52 431 долар для чоловіків та 38 750 доларів для жінок. За межею бідності перебувало 7,5 % осіб, у тому числі 11,5 % дітей у віці до 18 років та 7,9 % осіб у віці 65 років та старших.
Цивільне працевлаштоване населення становило 954 особи. Основні галузі зайнятості: освіта, охорона здоров'я та соціальна допомога — 32,9 %, виробництво — 12,1 %, роздрібна торгівля — 11,4 %.
=== Перепис 2000 === 
2000 року у місті проживало 2 172 людей, було 861 домогосподарств і 632 сімей, які проживають в селищі. Густота населення була 371.9 чоловік на квадратну милю (143.6/км²). В містечку розташовано 894 одиниць житла при середній щільності 153.1/кв. мі (59.1/км²). 
За переписом в містечку було 861 сімей, з яких 30,5 % мали дітей у віці до 18 років, які проживають з ними, 61.9 % були подружні пари, які живуть разом, 7.4 % сімей жінки проживали без чоловіків, і 26.5 % не мали сімей. 23.6 % всіх домогосподарств складаються з окремих осіб і 13,6 % був хтось самотніх людей у віці 65 років або старше. Середній розмір домогосподарства становив 2,52 і середній розмір родини був 2.99 людини.
У містечку населення було розповсюджено: 22,4 % — у віці до 18 років, 5,1 % — від 18 до 24 років, 26,3 % — від 25 до 44 років, 29,9 % — від 45 до 64 років, а 16,3 % — у віці 65 років і старше. Середній вік — 43 роки. На кожні 100 жінок було 97,3 чоловіків. На кожні 100 жінок віком від 18 років було 90,9 чоловіків.
Середній дохід на одне домашнє господарство в місті склав $42,540, а середній дохід на одну сім'ю — $48,603. Чоловіки мали середній дохід від $36,131 проти $25,194 для жінок. На дохід на душу населення для селище було $18,699. Близько 0,8 % сімей і 3,3 % населення були нижче риси бідності, у тому числі 1,9 % з тих під віком 18 та 6,5 % — у віці 65 років і старше.

## Галерея

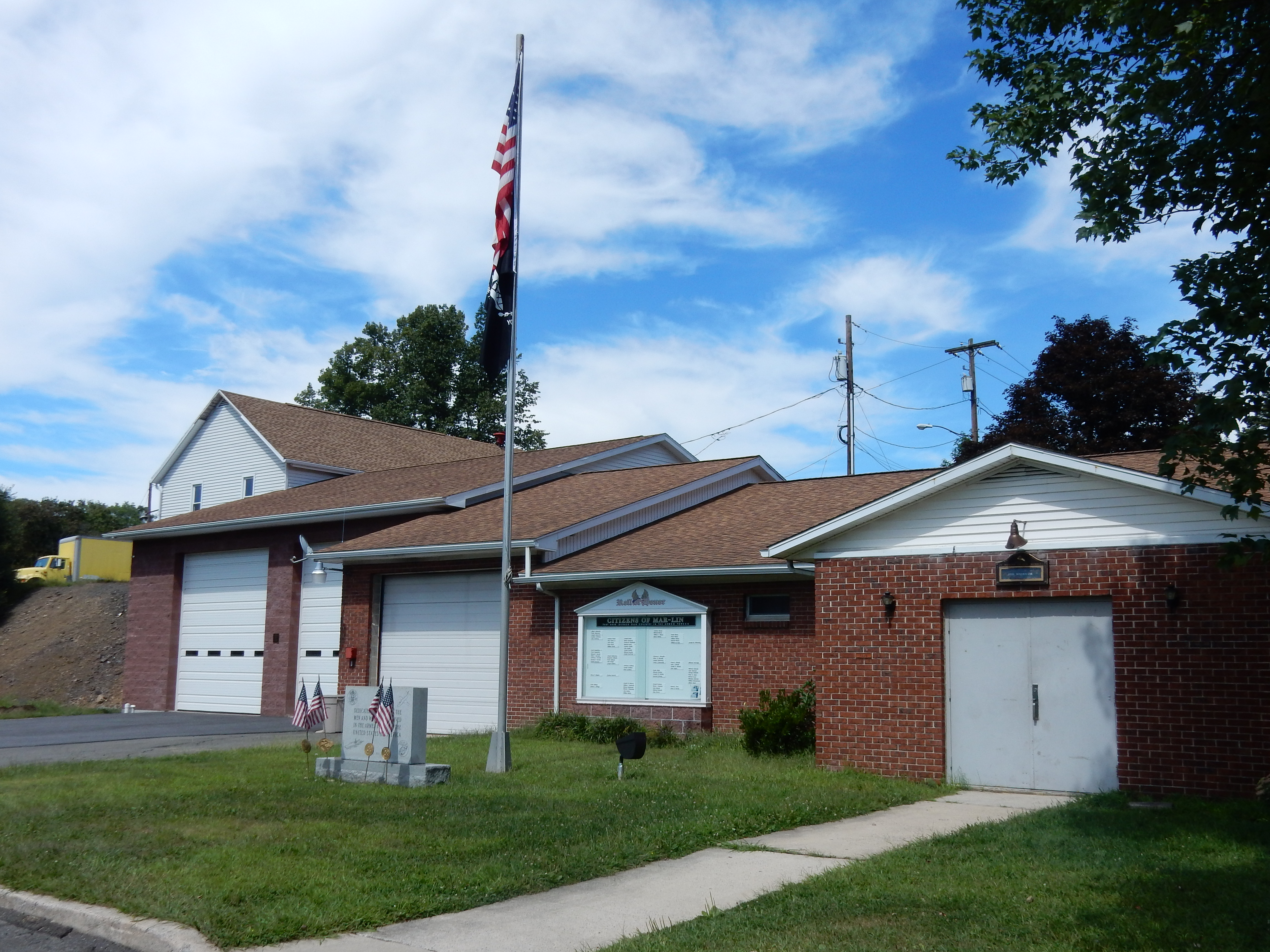
Пожежна станція та військовий меморіал в Марліні.
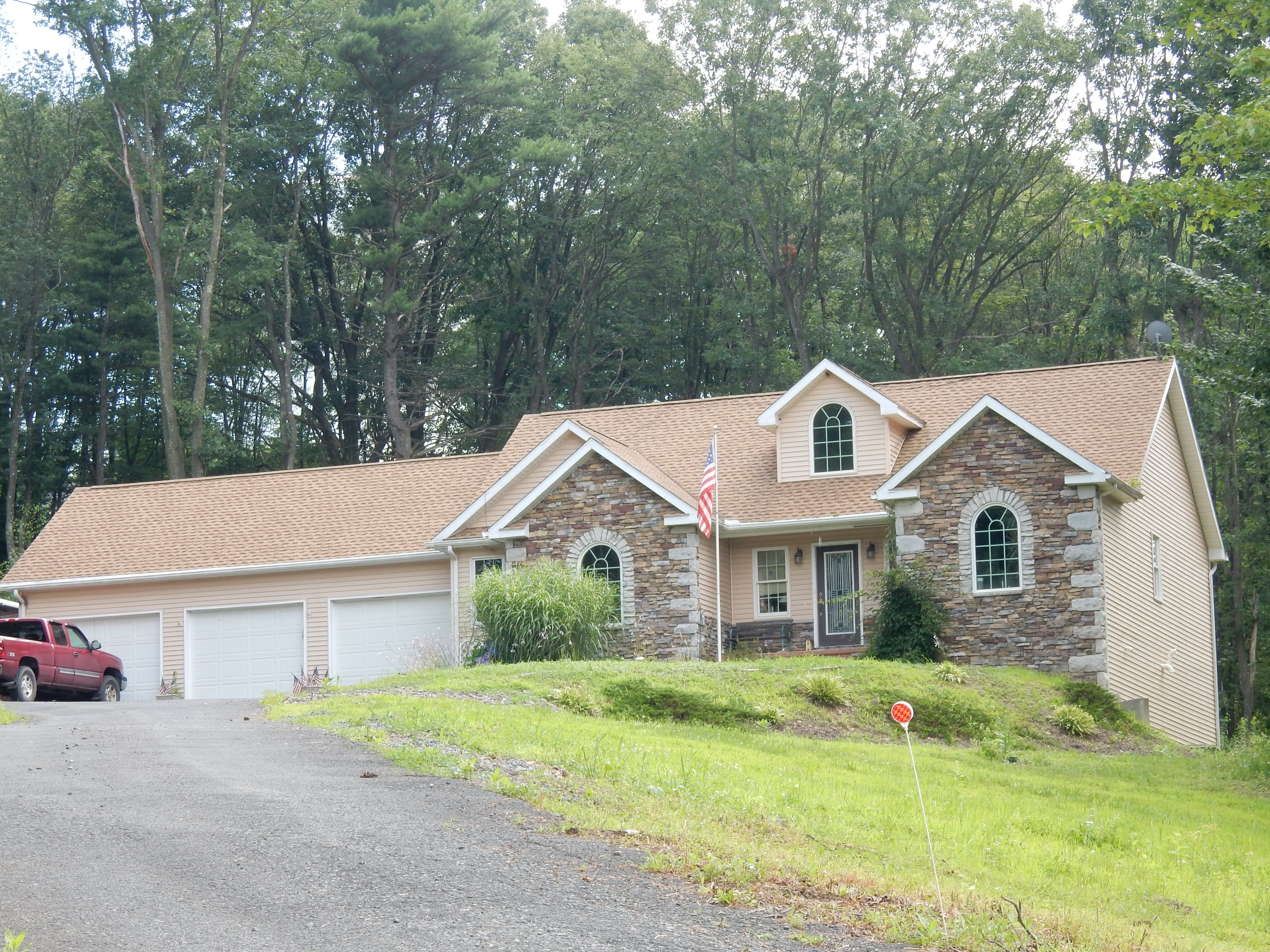
Резиденція у Міллі Крік.
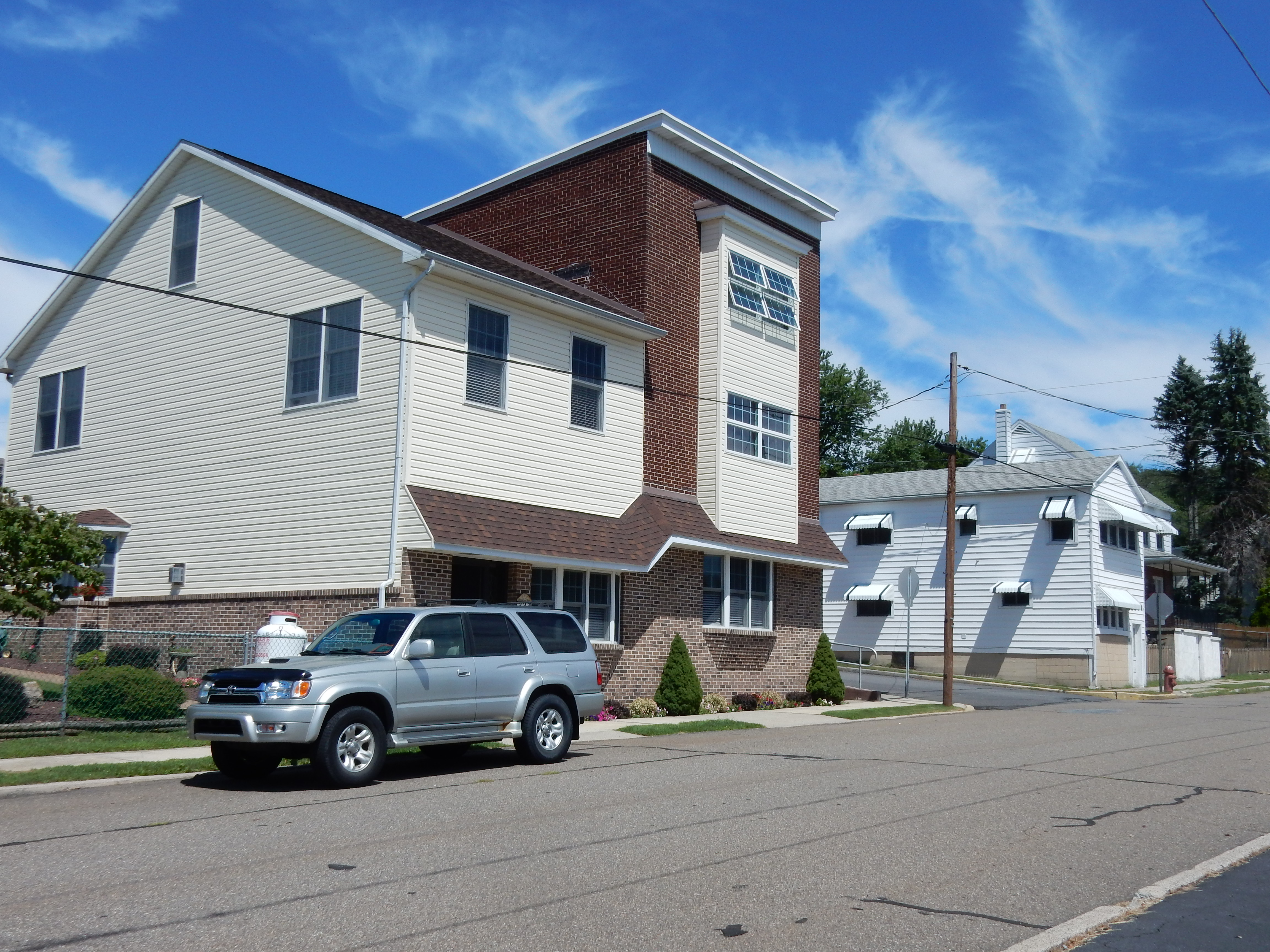
Головна вулиця Сельцера.